# Phil Miller
Phil Miller (Barnet, Ilha de Wight, Inglaterra, 22 de Janeiro de 1949 — 18 de outubro de 2017) foi um guitarrista de rock progressivo e jazz, parte da cena de Canterbury. 
Ele foi membro das bandas Delivery, Matching Mole, Hatfield and the North, National Health e Short Wave. Ele também teve uma carreira solo e liderava sua própria banda, In Cahoots, de 1982 até os últimos dias. A banda Hatfield and the North era sua experiência mais notável, que durou de 1971 a 1975 e se destacou no cenário de Canterbury ao lado de grupos como o Soft Machine e o Gong. A banda se reuniu entre 2005 e 2006 para uma turnê.